# Heiligenmoschel
Heiligenmoschel est une municipalité de la Verbandsgemeinde Otterberg, dans l'arrondissement de Kaiserslautern, en Rhénanie-Palatinat, dans l'ouest de l'Allemagne.

## Références

Localisation de Heiligenmoschel dans la Verbandsgemeide et dans l'arrondissement